# No Control (álbum de Eddie Money)
No Control es el cuarto álbum de estudio del músico estadounidense Eddie Money, publicado el 11 de junio de 1982 por Columbia Records. Incluye los sencillos "Think I'm in Love" y "Shakin", ambos posicionándose en el Top 100 de las listas de éxitos estadounidenses.

## Lista de canciones
1. "Shakin'" (Eddie Money, Ralph Carter, Elizabeth Myers, Johnny Gunn) - 3:07
2. "Runnin' Away" (Money, Mark Leonard, Alan Pasqua) - 3:33
3. "Think I'm in Love" (Money, Randy Oda) - 3:08
4. "Hard Life" (Money, Carter) - 3:50
5. "No Control" (Money, Carter, Gunn) - 3:56
6. "Take a Little Bit" (Money, Dave Lambert, Spencer Proffer) - 3:23
7. "Keep My Motor Runnin'" (Money, Carter) - 3:11
8. "My Friends, My Friends" (Money) - 3:15
9. "Drivin' Me Crazy" (Money, Randy Nichols) - 3:04
10. "Passing By the Graveyard (Song for John B.)" (Money, Michael Polteau) - 3:07
11. "It Could Happen to You" (Frankie Bleu) - 3:27

## Sencillos
- "Think I'm in Love" (1982) #16 EE. UU.
- "Shakin'" (1982) #63 EE.UU.